# 梅塔潘

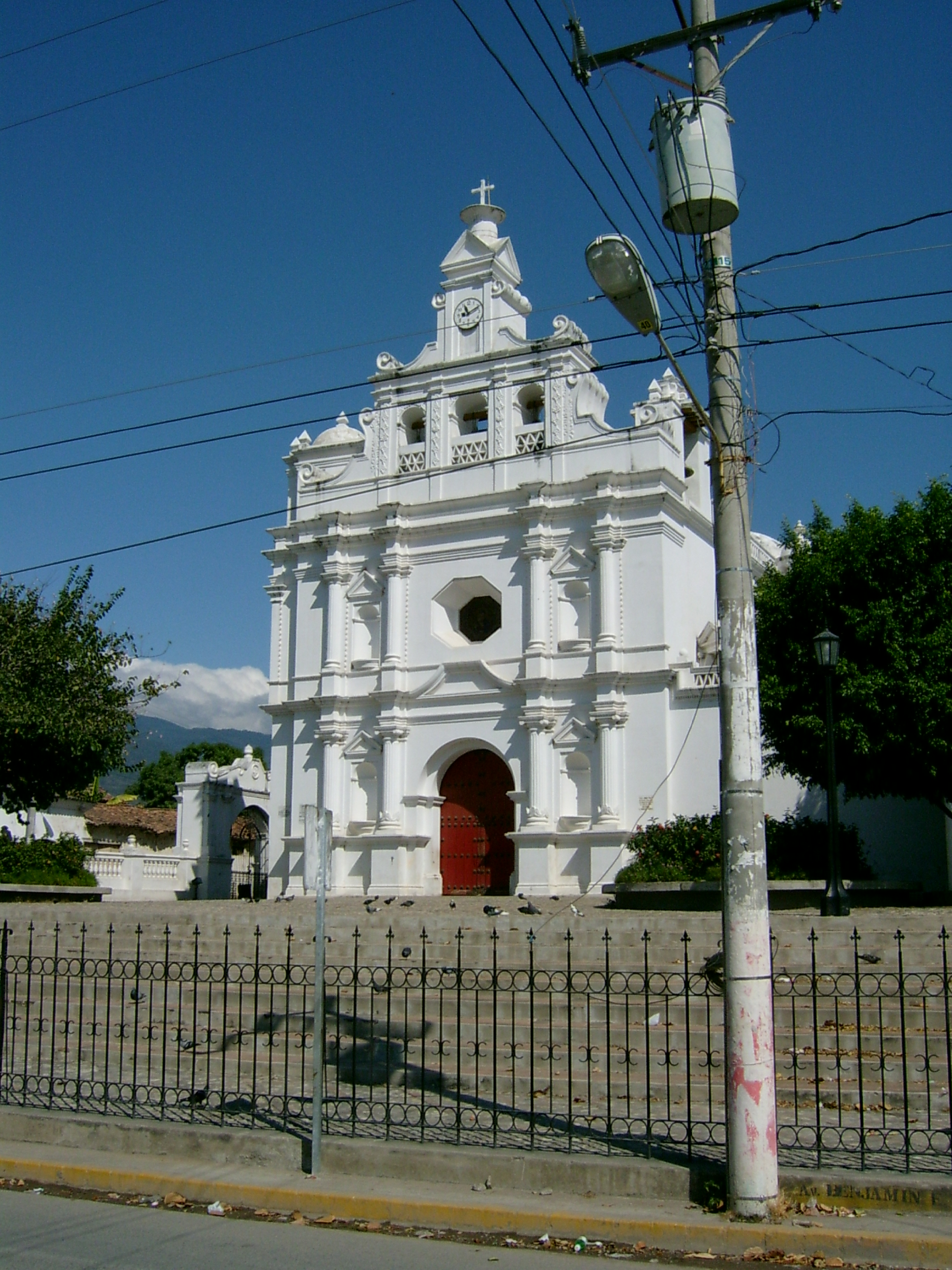

梅塔潘（西班牙語：Metapán），是薩爾瓦多的城鎮，位於該國西北部，由聖安娜省負責管轄，面積668.36平方公里，海拔高度477米，2007年人口59,004，人口密度每平方公里88.28人。
14°19′53″N 89°26′34″W / 14.33139°N 89.44278°W